# 適地適作
適地適作（てきちてきさく）とは、地域の気候や土壌などの自然環境に合わせた農業でその土地に最も適した農作物を栽培することである。

## 概要
適地適作をすることによってその作物の持つ本来の能力が十分に発揮され、品質や収穫が良いものになるとされる。また、アメリカ合衆国ではその広大な土地やそれに起因する様々な気候を活かし西経100度から西で牧畜、東で畑作を行うといった農業が行われている。
しかし、気候変動により適地が変わる等の問題も発生している。この問題には品種改良などで対処する方法がある。